# Gisa Bührer-Lucke
Gisa Bührer-Lucke (* 1953) ist eine deutsche Journalistin und Buchautorin.

## Leben
Ihre journalistische Laufbahn begann mit einem zweijährigen Volontariat bei der Rhein-Neckar-Zeitung in Heidelberg und Mannheim. Danach folgten Stationen beim Südkurier in Konstanz und beim Bauer Verlag in Hamburg. Dort war sie mehrere Jahre als Ressortleiterin für Medizin verantwortlich.
1997 machte sie sich mit einem eigenen Pressebüro selbstständig. Ihre Schwerpunkte sind weiterhin Medizin, Gesundheits- und Fitnessthemen sowie Ernährung.
Später erweiterte sie ihr Spektrum um das Thema Pferde. Das zentrale Anliegen ihrer Arbeiten ist das Verständnis für Pferde und den Umgang mit ihnen. Auch Gesundheit und Ernährung, eine artgerechte Haltung und Aufzucht sowie eine schonende Ausbildung von Pferden stehen im Fokus ihrer Veröffentlichungen.
Sie ist Verfasserin von Artikeln in Fach- und Publikumszeitschriften sowie Autorin von Sachbüchern und Ratgebern.
Gisa Bührer-Lucke ist verheiratet und lebt mit ihrem Mann, dem Journalisten und Autor Jens M. Lucke, in der Nähe von Bremen.

## Bücher
- Mit Messer und Gabel gegen Krebs, Humboldt-Verlag, 2001, ISBN 3-89994-004-0
- Nie wieder Blasenentzündung, Orlanda Verlag, 2003, ISBN 3-936937-09-5
- Wechseljahre ohne Hormone, Orlanda Verlag, 2004, ISBN 3-936937-11-7
- Die Schönheitsfalle, Orlanda Verlag, 2006, ISBN 3-936937-30-3
- Schüßler-Salze für Pferde, Kosmos Verlag, 2007, ISBN 3-440-10886-4
- Wechseljahre, Humboldt Verlag, 2008, ISBN 3-89994-162-4
- Wechseljahre ohne Hormone, Knaur, 2008, ISBN 3-426-87347-8
- Gesund ernähren – Krebs vorbeugen, Humboldt Verlag, 2008, ISBN 3-89994-175-6
- Expedition Pferdekörper, Kosmos Verlag, 2010, ISBN 3-440-11670-0
- Schüßler-Salze für Pferde (neue, erweiterte Ausgabe), Kosmos Verlag, 2012, ISBN 3-440-11764-2
- Schüßler-Salze für Pferde, neuer Kompakt-Ratgeber, Kosmos Verlag, 2013, ISBN 3-440-13125-4
- Nie wieder Blasenentzündung, Neuauflage, Orlanda Verlag, 2014, ISBN 978-3-944666-15-0
- Expedition Pferdesprache, Kosmos Verlag, 2014, ISBN 978-3-440-13630-0